# Riot City Blues
Albums de Primal Scream
Shoot Speed – More Dirty Hits
(2004) Riot City Blues Tour
(2007)
Riot City Blues est le huitième album studio du groupe écossais de rock indépendant Primal Scream sorti le 5 juin 2006 sur le label Sony Music Entertainment.

## Liste des chansons
| No  | Titre                         | Durée |
| --- | ----------------------------- | ----- |
| 1.  | Country Girl                  | 4:31  |
| 2.  | Nitty Gritty                  | 3:38  |
| 3.  | Suicide Sally & Johnny Guitar | 3:14  |
| 4.  | When The Bomb Drops           | 4:34  |
| 5.  | Little Death                  | 6:22  |
| 6.  | The 99th Floor                | 3:50  |
| 7.  | We're Gonna Boogie            | 2:52  |
| 8.  | Dolls (Sweet Rock and Roll)   | 3:58  |
| 9.  | Hell's Comin' Down            | 3:27  |
| 10. | Sometimes I Feel So Lonely    | 5:06  |